# Macrodactylus murinus
Macrodactylus murinus är en skalbaggsart som beskrevs av Bates 1887. Macrodactylus murinus ingår i släktet Macrodactylus och familjen Melolonthidae. Utöver nominatformen finns också underarten M. m. subviridis.